# Dick Contino
Dick Contino (17 de enero de 1930 - 19 de abril de 2017) fue un cantante y acordeonista estadounidense.

## Biografía
Contino nació en Fresno, California.  Estudio acordeón en San Francisco y pronto mostró gran virtuosismo con el instrumento. Aunque se graduó en el instituto de Fresno en 1947 y pasó al Fresno State College, fue incapaz de concentrarse en sus estudios. Dick explica, "Me divertida el colegio pero mientras estaba en clase no dejaba de pensar que si alguna vez tenía éxito, seria con la música."

## Inicios
Tuvo su gran oportunidad en diciembre del 1947, cuando tocó "Lady of Spain" y ganó el primer puesto en el show de Horace Heidt/Philip Morris que se emitía en la radio nacional. Contino también ganó en las siguientes competiciones que se llevaron a cabo en Los Angeles, Omaha, Des Moines, Youngstown, Cleveland, Pittsburgh, Harrisburg, y Nueva York hasta ganar la final en diciembre de 1948 en Washington, D.C.  
Hizo un tour con la orquesta de Horace Heidt y fue apodado "el mejor acordeonista del mundo". Tuvo el récord de apariciones en el Show de Ed Sullivan, 48.

## Problemas con el ejército
Su éxito fue interrumpido cuando fue reclutado durante la guerra de Corea. Simuló una neurosis, pero en aquella época, ganaba $4.000 semanales y la opinión pública no se creyó que tuviese neurosis, las autoridades tampoco. Así fue etiquetado de desertor y encarcelado varios meses antes de servir en una oficina del ejército y obtener el perdón presidencial. Pero el daño ya estaba hecho, el escándalo provocó que la carrera de Contino decayese, aunque él siguió tocando y actuando en algunas películas durante los años 50 y 60.[cita requerida]

## Tercera edad
Contino como actor fue conocido por una nueva generación en 1991, cuando Daddy-O,  una película de bajo presupuesto de 1958 donde ejercía de protagonista, se convirtió en el tema central de un episodio de la tercera temporada de Mystery Science Theatre 3000. Contino ha seguido tocando el acordeón a lo largo de Estados Unidos. Su repertorio es ecléctico, desde canciones italianas como "Come Back to Sorrento"  y "Arrivederci Roma" a clásicos como "Lady of Spain" y "Swinging on a Star".[cita requerida]

## Novelas y otras obras de ficción
El escritor de género negro James Ellroy es un fan de Contino y en 1994 escribió Noches en Hollywood, un libro de relatos donde varios de ellos están protagonizados por Contino y que se basan en sus experiencias en el submundo de Hollywood y los diversos trabajos que hizo tras sus problemas con el ejército. Una versión apareció en el número 46 de Granta magazine con varias fotografías de Contino y Ellroy. En otro de sus relatos incluido en "Ola de crímenes" Ellroy coloca a Contino de protagonista, a pesar de que es una historia de crímenes completamente ficticia.

MOMENTO DE DECESO 
Dick Contino murió en la noche del miércoles del 19 de abril de 2017 a los 87 años dejando a su esposa Judy  y a sus dos hermanos Pete y Victor Contino. Sus restos descansan en el  cementerio St. Peters, en Fresno